# آنتوان بورون
آنتوان بورون (انگلیسی: Antoine Buron؛ زادهٔ ۱۲ اکتبر ۱۹۸۳) بازیکن فوتبال اهل فرانسه است.
از باشگاه‌هایی که در آن بازی کرده‌است می‌توان به باشگاه ورزشی آمیان و باشگاه فوتبال لوریان اشاره کرد.